# Kožara
Pour les articles homonymes, voir Kozara (homonymie).
Kožara (en serbe cyrillique : Кожара) est une île fluviale (ada) située en Serbie, près de la rive gauche du Danube. C'est également un quartier de Belgrade, situé dans la municipalité de Palilula.

## Présentation
Kožara, qui se présente sous la forme d'un triangle, se trouve dans la partie de la municipalité de Palilula située dans la région du Banat. Elle s'étend entre le Danube et le canal de Jojkićev Dunavac, qui constitue la dernière partie du cours de la rivière Vizelj dans le Pančevački rit. L'île de Kožara couvre une superficie de 0,44 km2. En serbe, son nom signifie « (l'île du) cuir ».
L'île est une zone inondable, complètement recouverte par la forêt, avec des tourbières. Elle ne possède aucun peuplement permanent ; en revanche, le débouché du canal Jojkićev Dunavac dans le Danube, en face de Kožara, constitue un lieu de villégiature appelé Mika Alas.
Bien que située à 600 m du centre ancien de Belgrade et du quartier de Dorćol, de l'autre côté du Danube, elle offre une zone naturelle protégée.

## Projet
En 2005, le gouvernement de la Ville de Belgrade a annoncé que Kožara pourrait faire partie d'une île en partie artificielle, de plus grande dimension, intégrant la Grande Île de la guerre, elle aussi située sur le Danube, à environ 800 m au sud-ouest. Contrairement à cette Grande île, qui constitue une aire naturelle protégée, Kožara, qui, changeant de nom, s'appellerait Čaplja, pourrait devenir un parc aquatique fluvial et une importante attraction touristique. En août 2006, ce projet n'avait toujours pas vu le jour[réf. nécessaire].